# Sharp Edge Flight Experiment

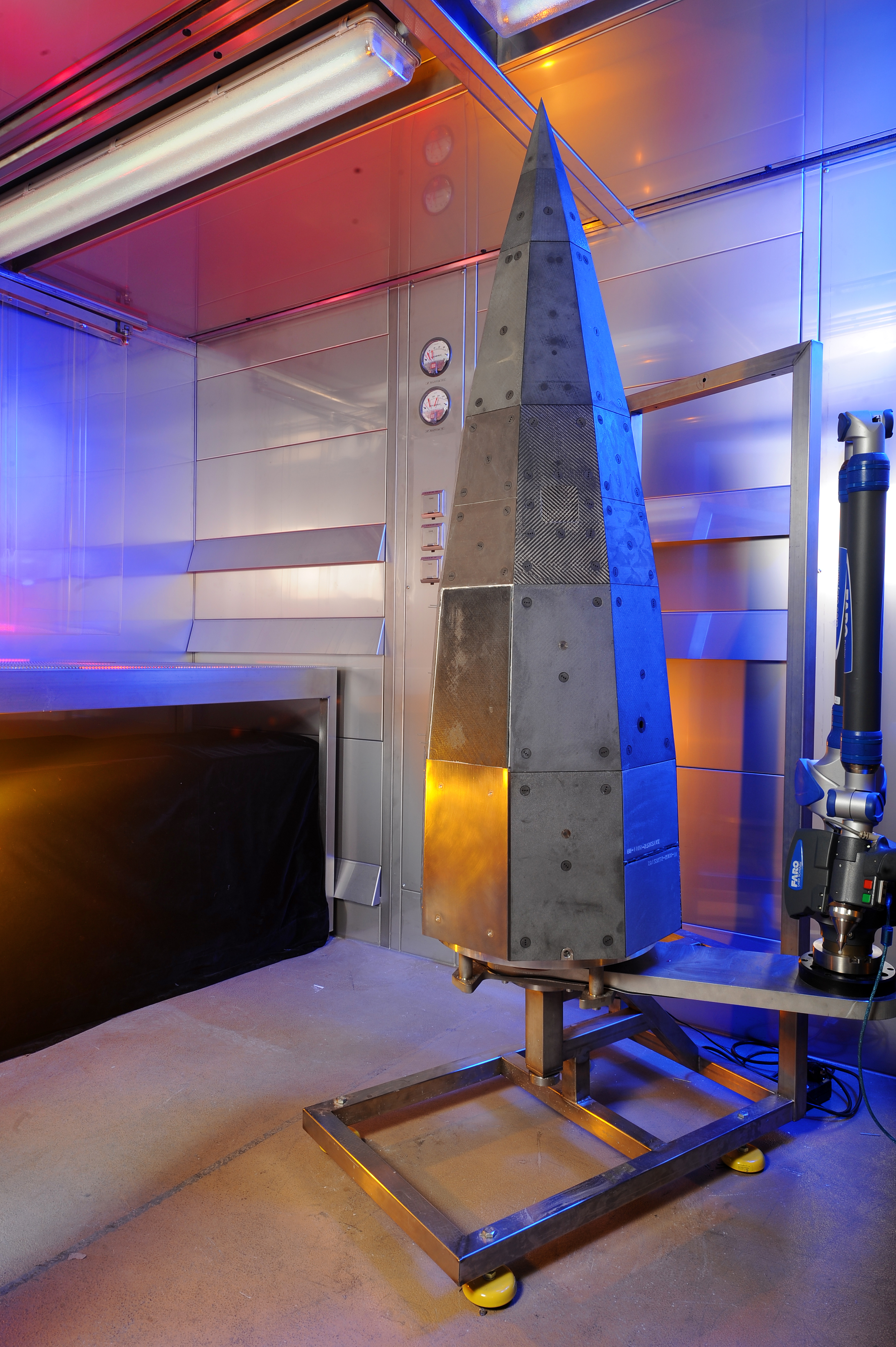
Der zusammengebaute SHEFEX-II-Körper

Das Sharp Edge Flight Experiment (SHEFEX) (deutsch „Scharfe-Kante-Flugexperiment“) steht für ein Programm des Deutschen Zentrums für Luft- und Raumfahrt (DLR) zur Entwicklung einiger neuer, kostengünstiger und sicherer Konstruktionsprinzipien für Raumkapseln und Raumgleiter mit Wiedereintrittsfähigkeit in die Atmosphäre und deren Integration zu einem Gesamtsystem. Das DLR erklärte zu den mit SHEFEX verfolgten Absichten: Ziel der Forschungsarbeiten ist ein Raumgleiter, der ab 2020 für rückführbare Experimente unter Schwerelosigkeit zur Verfügung stehen soll. Das Raumgleiterprojekt hat den Namen REX-Free Flyer erhalten (REX für Returnable Experiment, deutsch „rückkehrfähiges Experiment“).
Beim Wiedereintritt von Raumfahrzeugen in die Erdatmosphäre entstehen Temperaturen von über 2000 Grad Celsius. Dies wird durch die hohe Geschwindigkeit der Raumfahrzeuge verursacht, die sowohl zu Reibung mit den Luftmolekülen als auch zu deren Verdrängung führt. Um nicht zu verglühen, benötigen Raumschiffe daher sehr teure Hitzeschilde, die leider nicht immer ausreichend Schutz gewährleisten.

## Erstes Raumfahrzeug mit scharfen Ecken und Kanten
Die namensgebende Idee für das scharfkantige Flugexperiment von Projektleiter Hendrik Weihs, Koordinator für Rückkehrtechnologien im DLR, ist eine völlig neue Form für eine Raumkapsel, welche Ecken und Kanten besitzt statt der bisher in der Raumfahrt durchgehend verwendeten runden Formen. Flache Einzelbauteile, aus denen sich diese Form zusammensetzen kann, lassen sich kostengünstiger herstellen als gerundete.
Zu diesem grundlegenden Vorteil des Konzepts erklärte Klaus Hannemann, Leiter der Abteilung Raumfahrzeuge im DLR-Institut für Aerodynamik und Strömungstechnik in Göttingen:

„Ein Space Shuttle hat über 25.000 unterschiedlich geformte Kacheln. Durch die einfache Form der SHEFEX-Kacheln lassen sich die Wartungskosten des Thermalschutzsystems senken und ein einfacher Austausch im Weltall wäre denkbar.“

Weiter streben die Verantwortlichen eine bessere Aerodynamik an. Gesamtprojektleiter Hendrik Weihs erklärte dazu: 

„Die Kapsel erreicht fast die aerodynamischen Eigenschaften eines Space Shuttles, ist aber kleiner und benötigt keine Flügel.“

Programmatisch erklärte das DLR dazu:

„Aus den Erfahrungen bei der Entwicklung von Thermalschutzsystemen konnte die Vorgabe gekrümmter Außenkonturen mit hoher Genauigkeit als ein wesentlicher Kostenfaktor identifiziert werden. Große, gekrümmte faserkeramische Strukturen benötigen aufwändige Fertigungshilfsmittel und für jedes Einzelbauteil entsprechende Hilfsformen und optimierte Herstellverfahren. Ein mögliches Einsparpotential stellt daher die Vereinfachung der Außenkontur durch Auflösung in möglichst wenige, ebene Oberflächen dar. Grundsätzlich lassen sich plattenförmige Paneele aus einer Grundform herstellen und durch einfaches Beschneiden anpassen. Dies führt auch zu deutlichen Einsparungen bei der Wartung und dem Austausch beschädigter Elemente. Strömungstechnisch ergeben sich jedoch während des Wiedereintritts Probleme an den Kanten und Ecken. Dort treten sehr hohe Temperaturen auf, die durch neue Technologien, wie z. B. aktiv gekühlte Elemente, beherrscht werden müssen. Aerodynamisch ergeben sich jedoch im Hyperschallflug durch diese Formgebung auch Vorteile, da in diesem Geschwindigkeitsbereich Konturen mit scharfen Vorderkanten geringeren Widerstand erzeugen.“

## Faserkeramische Verbundmaterialien für den Hitzeschild
Als Werkstoffe für die Schilde werden faserkeramische Verbundmaterialien eingesetzt. So wurden z. B. bei dem zweiten Raketenversuch SHEFEX II neun verschiedene Materialien getestet, größtenteils Entwicklungen des DLR in Stuttgart und Köln. Diese seien – so das DLR – im Vergleich zu metallischen Werkstoffen wesentlich hitzebeständiger, extrem leicht und auch bei hohen Temperaturen formstabil.

## Aktive Kühlung für den Hitzeschild
Außerdem wird ein Hitzeschutzsystem entwickelt und getestet, bei dem während des Wiedereintritts Stickstoff durch eine poröse Kachel strömt und so den Flugkörper kühlt. Projektleiter Hendrik Weihs erklärte zu diesem Teilvorhaben: 

„Das austretende Gas bildet eine Art kühlende Schutzschicht um die Oberfläche, so dass das atmosphärische Gas nicht an das Raumfahrzeug herankommt“

## Steuerung während des Wiedereintritts bei SHEFEX II
Das zweite Experiment SHEFEX II wurde mit aktiven aerodynamischen Kontrollelementen ausgerüstet, die eine aktive Flugsteuerung während der Wiedereintrittsphase ermöglichen. Diese keramischen Canards mit ihren mechanischen Aktuatoren und einem autonomen Kontrollsystem sind ein weiteres Entwicklungsziel des Projektes.

## Beteiligte Institute
Die fliegende Experimentplattform SHEFEX ist eine Gemeinschaftsarbeit von sieben DLR-Instituten und -Einrichtungen:
- Das Institut für Aerodynamik und Strömungstechnik führte Windkanalversuche durch und berechnete das Strömungsfeld beim Wiedereintritt und stattet den Flugkörper mit Sensoren für die Messung von Temperatur, Druck und Wärmebelastung aus.
- Das Institut für Bauweisen- und Konstruktionsforschung fertigte den Flugkörper an und entwarf und produzierte unter anderem die keramischen Thermalschutzsysteme. Bei einem dieser Hitzeschutzsysteme strömt während des Wiedereintritts Stickstoff durch eine poröse Kachel und kühlt so den Flugkörper.
- Das Institut für Flugsystemtechnik testete Canards, das sind Steuerflächen, mit denen die Lage von SHEFEX II aktiv gesteuert werden kann.
- Das Institut für Werkstoffforschung stellte keramische Kacheln her,
- Das Institut für Raumfahrtsysteme und die
- Einrichtung Simulations- und Softwaretechnik entwickelten eine Navigationsplattform zur Lagebestimmung des Raumfahrzeugs während des Flugs.
- Die Mobile Raketenbasis MORABA des DLR steuerte das zweistufige Trägersystem hinzu, steuerte die Rakete und empfing die Daten, die SHEFEX während des Flugs sendete.[5]

## SHEFEX I
Der erste Versuchsträger SHEFEX-I startete am 28. Oktober 2005 auf einer zweistufigen Höhenforschungsrakete von einer Startanlage auf der Insel Andøya nahe der norwegischen Stadt Andenes. SHEFEX-I erreichte über dem Nordmeer eine Höhe von über 200 km. Das Gerät trat innerhalb von 20 Sekunden mit fast siebenfacher Schallgeschwindigkeit wieder in die Erdatmosphäre ein. Die Messdaten sowie live Bilder der Bordkamera wurden direkt zur Bodenstation übertragen. Da bei der Aktivierung des Fallschirmsystems ein Fehler auftrat, der zum Verlust des Fallschirmsystems führte, ging die Flugeinheit von SHEFEX-I verloren. Die Auswertung der Messdaten lieferte aber nach Angaben der DLR wichtige Erkenntnisse, die SHEFEX-I aus Sicht der DLR zu einem großen Erfolg werden ließen. Als Antrieb wurde ein Raketensystem verwendet, das aus einer brasilianischen VS-30-Unterstufe und einer HAWK-Rakete als Oberstufe kombiniert wurde. Die Kosten des dreijährigen Projektes betrugen ca. 4 Mio. Euro und wurden im Rahmen des Programms Weltraum von der Helmholtz-Gemeinschaft Deutscher Forschungszentren (HGF) und dem DLR aufgebracht.

## SHEFEX II
Mit der Entwicklung SHEFEX II sollten auf der facettierten Außenhaut neun verschiedene Hitzschutzsysteme getestet werden. Diese sind überwiegend Entwicklungen aus Faserkeramik der DLR-Standorte in Stuttgart und Köln. Ergänzend wurden aber auch den deutschen Raumfahrtunternehmen EADS Astrium und MT Aerospace sowie dem internationalen Partner Boeing Testflächen zur Verfügung gestellt. In den Versuchsträger wurden Sensoren eingebaut, die von der DLR-Abteilung Hyperschalltechnologie in Köln entwickelt wurden. Sie sollten während des Fluges Druck, Wärmefluss und Temperatur in der Nutzlastspitze messen.
Am 22. Juni 2012 um 21.18 Uhr MESZ startete die sieben Tonnen schwere und knapp 13 Meter lange Rakete mit ihrer Nutzlast SHEFEX II vom norwegischen Raketenstartplatz Andøya. Die Raumkapsel SHEFEX II erreichte dabei eine Höhe von etwa 180 Kilometern. SHEFEX II flog mit einer Geschwindigkeit von 11.000 Kilometern in der Stunde (elffache Schallgeschwindigkeit) durch die Atmosphäre. Beim Wiedereintritt in die Atmosphäre überstand SHEFEX II Temperaturen von über 2.500 Grad Celsius und sendete Messdaten von den über 300 Sensoren zur Bodenstation.

## SHEFEX III
Die DLR hat für 2021[veraltet] das Projekt Shefex III ins Auge gefasst, das mit einer VSB-30-Trägerrakete gestartet werden und eine Mach-5-Wiedereintrittsgeschwindigkeit erreichen soll. Ziel des Demonstrationsfluges wird die Vorführung eines autonomen Wiedereintritts und Test von Schlüsseltechnologien für künftige wiederverwendbare Boostersysteme sein.
Shefex III wurde vorzeitig in der Planungsphase beendet und mit angepassten Projektzielen in die Flugmission ReFex überführt. ReFex wird aller Voraussicht nach 2026 starten.

## REX-Free Flyer (SHEFEX IV)

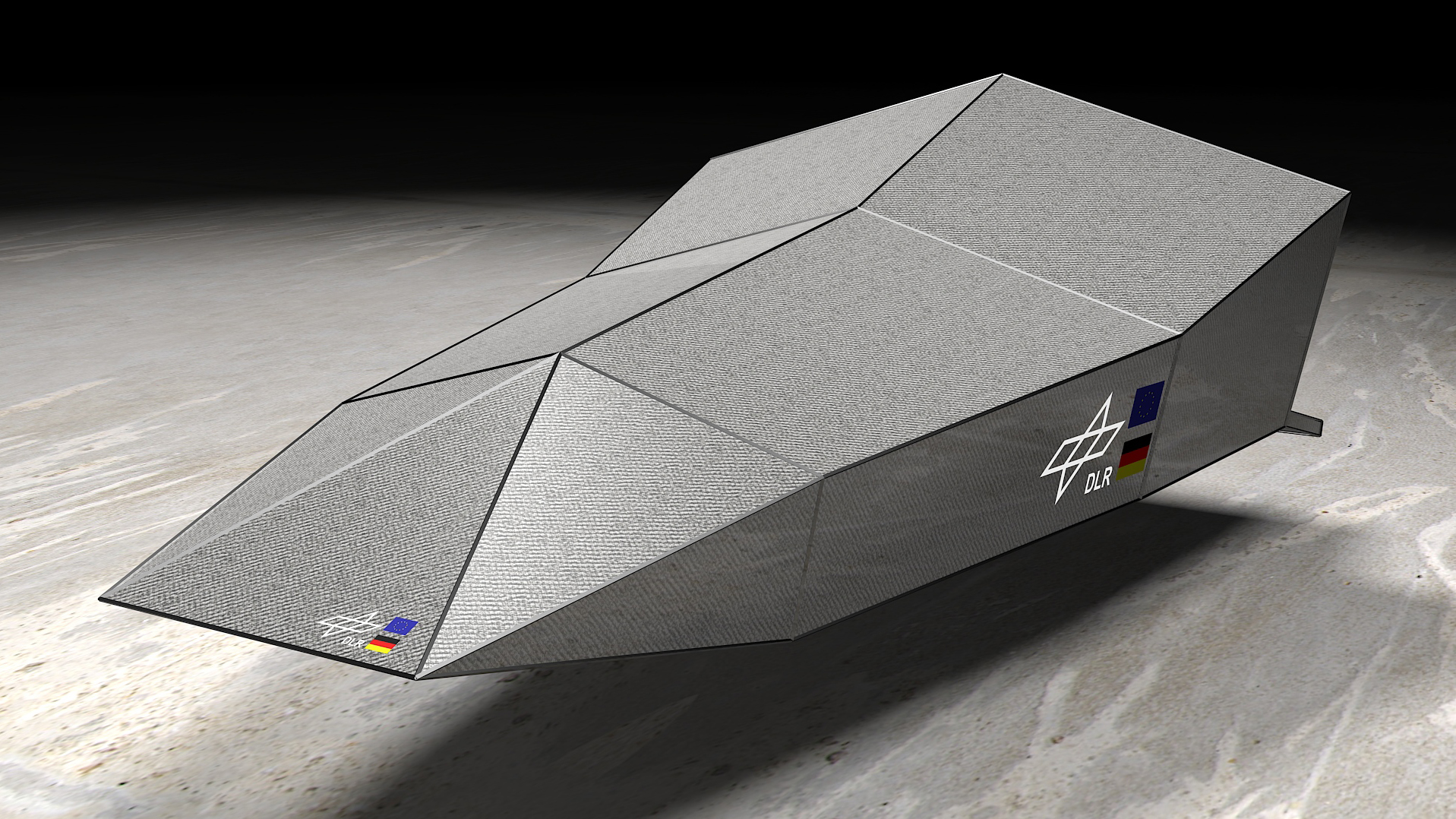
Konzept des REX-Free Flyers

Als erste Anwendung für SHEFEX, das deutsche Programm zur Entwicklung von Hyperschall- und Wiedereintrittstechnologie, ist der REX-Free Flyer vorgesehen. Das System soll als frei fliegende Plattform mit hohen Mikro-G-Werten Experimente in Schwerelosigkeit über mehrere Tage ermöglichen. Die Möglichkeit der kontrollierten Rückkehr sowie ein modularer Aufbau der Experimenteinschübe, der sich stark an Höhenforschungsraketen anlehnt, sollen den Experimentatoren einen möglichst schnellen und kostengünstigen Zugang zu ihren Experimenten ermöglichen.
Auf Grund zu hoher Kosten wegen zu hoher technischer Komplexität wurde das Projekt in der Phase A beendet.